# Flora (mytologie)

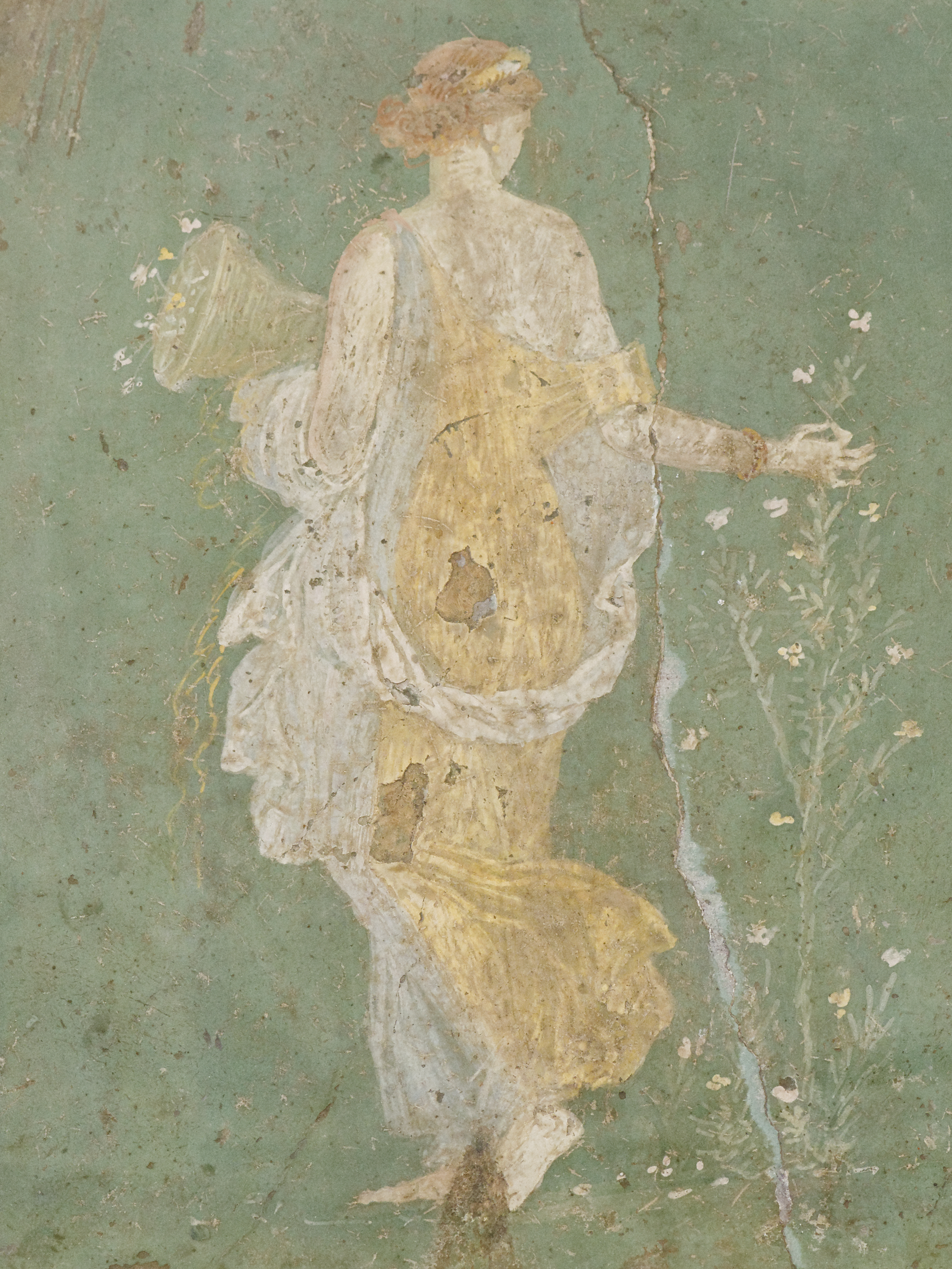
Římská freska ze Stabiae nejspíše zobrazující Floru, 1. století

Flora, latinsky Flōra, byla římská, původně sabinská, bohyně květů a jara. Její jméno vychází z latinského flōs „květ“ a její kult byl údajně zaveden Titem Tatiem, římským králem sabinského původu, a králem Numen Pompiliem jí byl přidělen kněz oficiální kultu – flamen Floralis. Roku 241 či 238 př. n. l. jí byl aedily Luciem Publiciem a Markem Publiciem v blízkosti Circu Maximu zasvěcen chrám. Byla ztotožněna s řeckou nymfou Chlóris, která byla Ovidiových Fasti ve Floru proměněna polibkem Zephyra. Na kultu Flory se kromě také zřejmě projevil kult řeckých bohyň Antheie a Démétér Chloé. Její svátek Floralia se konal 28. dubna.
Mezi známé obrazy na kterých se Flora objevuje patří Botticelliho Primavera, Tizianova Flora nebo Rembrandtova Flora.